# Milseburger Kuppenrhön
Die Milseburger Kuppenrhön (auch: Westliche Kuppenrhön) liegt fast komplett im Landkreis Fulda in Hessen, ist der zentral westliche Naturraum der Rhön, der die bis 950 m hohe Wasserkuppenrhön von westlichen Richtungen her umschließt. Mit der namensgebenden, 835 m hohen Milseburg trägt er die mit Abstand höchste Erhebung der Kuppenrhön.

## Lage und Grenzen
Die Milseburger Kuppenrhön reicht nach Norden bis zum Nüsttal bei Obernüst, nach Osten in etwa verlängert um die Landesstraße nach (Habel-)Esbachsgraben. Hinter dieser Linie schließt sich die bis 718,5 m hohe Soisberger Kuppenrhön an.
Im nördlichen Osten stößt sie ans (Mittlere) Ulstertal, hinter dem sich die bis 757 m hohe Auersberger Kuppenrhön anschließt, im mittleren Osten legt sie sich entlang einer Höhenlinie bei etwa 650 m um die Wasserkuppenrhön mit der 950 m hohen Wasserkuppe.
Von Südosten bis Süden flankiert sie zwischen Gersfeld und Thalau den Dammersfeldrücken um die 928 m hohe Dammersfeldkuppe. Nach Grenzziehung von Blatt Schweinfurt liegt nördlich von Motten, im äußersten Südwesten, die den Dammersfeld abdachende Hohe Kammer (700 m) als einzige bayerische (Landkreis Bad Kissingen) Erhebung im Naturraum, die ihn zur Brückenauer Kuppenrhön verriegelt. Deren Sandsteinrücken ist allerdings lediglich Sockel der Dammersfeldkuppe, von dieser durch eine Scharte auf 675 m kaum abgetrennt und trägt deren Wald und Truppenübungsplatz, weshalb sie eher deren Naturraum angehörig ist. Am Döllbach-Oberlauf Döllau steht sie der Großen Haube (Mottener Haube, 658 m) im Norden der Brückenauer Kuppenrhön gegenüber, die zwar ebenfalls dem Dammersfeldrücken tributär ist, deren Scharte jedoch auf nur 498 m liegt, was sie zu einer sehr eigenständigen Erhebung macht.
Nach Westen flacht die Landschaft knapp östlich der Linie Thalau – Weyhers – Friesenhausen – Hofbieber (Verwerfung Weyhers-Schmalnau-Altenhof) zum selten über 500 m erreichenden Westlichen Rhönvorland ab. Auf Blatt Fulda wurde die Westgrenze als nicht linienhaft festlegbar gekennzeichnet und zwischen Hofbieber und Rimmels ans Tal der  Nässe gelegt. Betrachtet man indes die Höhenlagen, erreicht der das Nüsttal von Süden rahmende Rücken im Segment zwischen Rimmels, Hofbieber und Gotthards nur Höhen von deutlich unter 500 m (Stockküppel: 471,8 m), während er südöstlich jenseits der Straße Hofbieber–Gotthards am Sandberg bereits 560,4 m erreicht. Dies spräche dafür, das Nüsttal unterhalb Obernüst und den Nüsttalsaum nordwestlich jener Straße eher dem Westlichen Rhönvorland zuzurechnen.
Westliche Randberge der Milseburger Kuppenrhön wären demnach:
- Bernhardser Kuppe (571,0 m)
- Schweinsberg Nord- bis Nordwestabdachung mit Bergfeld (ca. 555 m; Flurname), Ulrichshauk (gut 550 m), Arnsberg (ca. 525 m) und Sandberg (560,4 m)
- Becken von Elters mit Sandberg im NO und Hessenliede im W:
  - Schweinsberg (654,6 m, zurück versetzt) im O
  - Hohlstein (684,7 m) im SO
  - Schackenberg (557,1 m) im S
- Hessenliede (517,7 m) und Kugelberg (505,1 m) mit Schloss Bieberstein
- Wadberg (537,1 m)
- Stellberg (727,4 m, zurück versetzt)
- Schnegelsberg (509,6 m)
- Steinwand (645,9 m)
- Giebelrain (587,8 m) nebst Haimberg (537,8 m)
- Ebersberg (689,0 m) nebst ausladender Südwestabdachung mit Heidküppel (ca. 615 m)
- Großer Nallenberg (768,3 m) und Kleiner Nallenberg (704,1 m) nebst ausladender Westabdachung

In den o. g. Grenzen ist die Milseburger Kuppenrhön in Nordnordost-Südsüdwest-Richtung (Esbachsgraben bis Thalau) 25 km lang bei nur 5–10 km Breite und hat eine Fläche von etwa 190 km². 

### Andere Grenzziehung

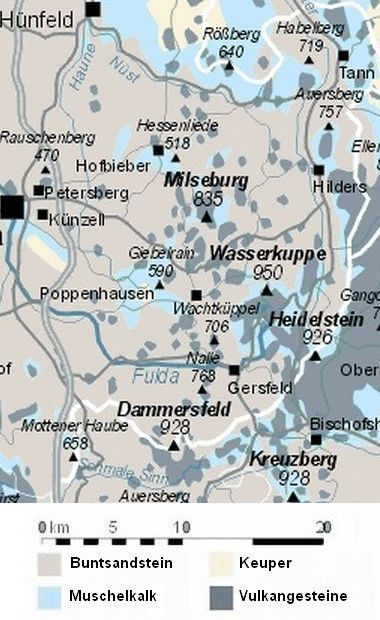
Geologische Karte der Milseburger Kuppenrhön (mit Wasserkuppenrhön und Westlichem Rhönvorland)

Der Umweltatlas Hessen des Landesministeriums setzt die Nordgrenze deutlich nördlicher an, was aber weder geologisch (vgl. nebenstehende Karte) noch orographisch schlüssig erscheint – siehe Soisberger Kuppenrhön#Andere Grenzziehung.

## Landschaft und Geologie
In der Milseburger Kuppenrhön steht außerhalb der Kuppengipfel fast überall Buntsandstein an, was zur Folge hat, dass die Fulda und ihre Nebenbäche sich um 200–300 m eingetieft haben. Von diesen Tälern aus erheben sich mäßig steile Sockel, denen die einzelnen Basaltkuppen aufsitzen, die sich hier, anders als in den nördlich und östlich angrenzenden Kuppenrhönlandschaften, auffallend oft mit .Phonolithkuppen mischen. Dazwischen findet sich inselartig Muschelkalk. Bereicherungen erfahren die Oberflächenformen durch den periglazialen Kleinformenschatz in Form von Blockhalden und -meeren. Insgesamt ist die Landschaft deutlich weniger „aufgeräumt“ als in der nördlich benachbarten Soisberger Kuppenrhön und der nordöstlich benachbarten Auersberger Kuppenrhön. Natürliche Vegetation ist der Luzulo-Fagetum.
Die Tatsache, dass die Milseburg mit 835 m die Berghöhen in anderen Teilen der Kuppenrhön (maximal 757 m) deutlich übersteigt, sollte nicht darüber hinwegtäuschen, dass nur wenige Berge des Naturraums eine Höhe von mehr als 700 m erreichen. Meistens betragen die Höhen der (höheren) Kuppen um 650 m. Da die Landschaft zur Hohen Rhön hin angehoben ist, steigen die Kuppenhöhen in Stufen an und die Schartenhöhe der Kuppen ist durchschnittlich deutlich geringer als in Sois- und Auersberger Kuppenrhön.

### Flüsse
Fast die gesamte Landschaft entwässert über (von Nord nach Süd) Nüst, Nässe, Bieber, Wanne, Lütter, Fulda und Schmalnau nach Westen zur Fulda – die nördliche Hälfte über den Umweg der Haune. Die Rhein-Weser-Wasserscheide im Süden sowie der Süden der Wasserscheide zwischen Fulda und Werra im südlichen Osten liegen außerhalb, in verschiedenen Teilen der Hohen Rhön. Im Nordosten wiederum flankiert die Fulda-Werra-Wasserscheide die Ulster in nur anderthalb Kilometern Entfernung und bildet gleichzeitig deren Randhöhen. Lediglich ein kleiner Kreis von etwa 7,5 Kilometern Durchmesser zwischen Wasserkuppe, Milseburg und den Lauf der Ulster rund um den Ort Hilders entwässert über Scheppenbach und Brandbach zur Ulster und damit ins System der Werra.

### Nordteil

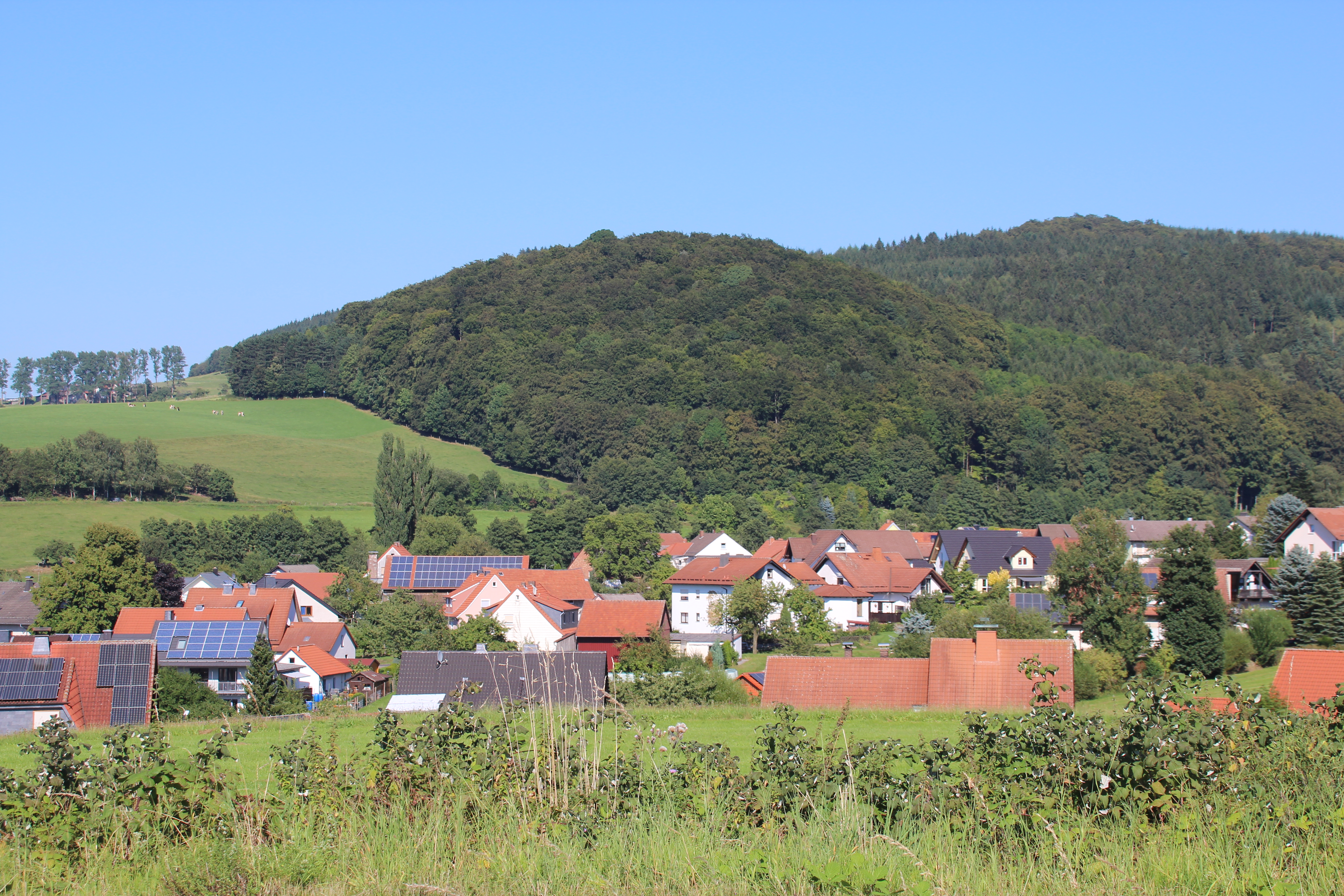
Elters und der Kohlberg

Im äußersten Norden  schließt sich südlich an das Tal der Nüst ein eher flachwelliges Buntsandstein-Hügelland an. Die erste markante Kuppenreihe zieht sich mit den auffällig gleich hohen Basaltkegeln Eckweisbacher Kuppe (642,3 m), Kleiner Grubenhauck (641,4 m), Großer Grubenhauck (642,8 m), Kirschberg (637,0 m) und Schweinsberg (654,6 m) von Ost nach West, wobei der Kirschberg von der Reihe etwas nach Norden versetzt ist. Während die Grubenhaucke sowie Kirch- und Schweinsberg horizontal nur etwa 600 Meter trennen, sind Kirsch- und Schweinsberg von Großen doppelt, die Eckweisbacher Kuppe vom Kleinen sogar viermal so weit entfernt. Nach Nordwesten werden Kirsch- und Schweinsberg von einem schmalen Muschelkalksaum umgeben und durch den Buntsandsteinrücken des Sandbergs (560,4 m) abgedacht, dem nach Nordwesten (Arnsberg) und Norden (Ulrichshauk) noch kleinere Basaltkuppen aufsitzen.
Nachdem westlich des Schweinsbergs die Landschaft zum eine Bucht des Vorlands bildenden, kleinen Becken von Elters abgefallen ist, erhebt sich knapp 4 km westlich des Schweinsbergs die Muschelkalkanhöhe Hessenliede (417,7 m) unmittelbar südöstlich Hofbiebers, die das Becken von Westen rahmt. Ihr sitzt am Südhang der Kugelberg (505,1 m) mit Schloss Bieberstein auf. Die Hessenliede ist, mit einer Dominanz von 2,4 km und eine Prominenz von etwa 80 m, einer der eigenständigsten Berge der Region.
Die Eckweisbacher Kuppe ist, orographisch gesehen, eine der eigenständigsten Erhebungen der Gesamtlandschaft, da sie nach Norden durch eine 512 m hohe, nach Süden durch eine 517 m hohe Scharte nordwestlich von Eckweisbach von den anderen Kuppen getrennt ist. Gleichwohl geht sie neben dem dreieinhalb Kilometer entfernten Auersberg (756,8 m) jenseits der Ulster etwas unter. Von ihr aus verläuft die Hauptwasserscheide viertelkreisförmig, nach Südosten offen, bis sie die Kuppenrhön verlässt.
Die Hohlstein-Gruppe, die sich nach Südwesten im Bereich der Hauptwasserscheide gruppiert, ist geologisch sehr vielfältig; der zentrale Hohlstein (684,7 m) trägt Phonolith, der Bomberg (670,3 m) im Nordosten und der Harbachstein (618,0 m) im äußersten Osten tragen Basalt. Die Oberbernhardser Höhe (660,9 m) im Süden trägt wiederum Muschelkalk, der an der Westabdachung in Basalt übergeht, welcher sich bogenförmig zum Schackenberg (557,1 m) im Westen zieht, der nach Norden hufeisenförmig von Muschelkalk umgeben ist und von Süden ins Becken von Elters ragt; er ist bei einer Schartenhöhe von 65 m einer der prominenteren Berge, die Hessenliede ist orographisch sein Nordwestausläufer. Die Grubenhaucke und der Schweinsberg sind dem Bomberg tributär und können als äußerster Nordteil der Gruppe verstanden werden.
Der bislang beschriebene Nordteil der Milseburger Kuppenrhön wird durch die Straße Langenbieber–Kleinsassen–Eckweisbach–Hilders entlang der Bieber–Hummelborngraben/Dörmbach–Scheppenbach-Talung vom Zentralteil getrennt.

### Zentralteil

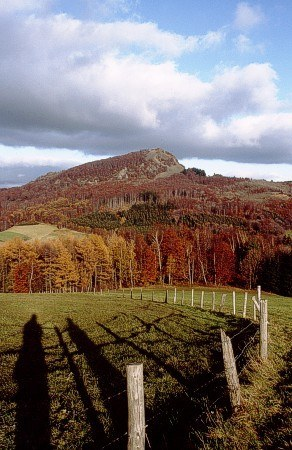
Die Milseburg

Das zentrale Segment zwischen der Straße Kleinsassen–Rupsroth im Norden, der dem Scheppenbach folgenden Straße Rupsroth–Dietges im Osten und der Bundesstraße 458 Dietges–Friesenhausen im Süden wird ausschließlich von Phonolithkuppen geprägt; hier stehen sieben der zehn Gipfel der Milseburger Kuppenrhön, die die 700 m übersteigen – wenngleich zweie davon namenlos sind. Das obere Tal der Bieber trennt einen Nordostteil an der Hauptwasserscheide ab, der nur zwei Berge trägt:.
Der Phonolith der Milseburg (835,2 m) folgt auf der Hauptwasserscheide der Oberbernhardser Höhe; er ist der mit Abstand dominanteste  (5,2 km) und prominenteste (182 m) Berg des Naturraums. Nach Südwesten schließt sich, jenseits einer 56 m tieferen Scharte, der Bubenbader Stein (758,8 m) an, hinter dem die Wasserscheide am Weiherberg (785,7 m) in die  Wasserkuppenrhön  entschwindet – von dem den Budenbader indes eine Scharte auf immerhin um 653 m trennt.
Südwestlich des Biebertals ragt eine Gruppe von Phonolithkuppen auf, die die Maulkuppe (706,3 m im Zentrum hat) Im Norden ragt der Stellberg (727,4 m) auf, im Südosten der Teufelstein (729,4 m), während die Steinwand (645,9 m) nach Düdwesten abdacht. Östlich der Maulkuppe stehen überdies zwei weitere, unauffällige Kuppen mit knapp über 700 m Höhe. Während Maulkuppe und Teufelstein jeweils nur mäßig tiefe Scharten zum Weiherberg aufweisen, ist der Stellberg mit einer Prominenz von etwa 65 m einer der eigenständigeren Berge des Naturraums. Seine Dominanz zum Südwesthang der Milseburg beträgt immerhin 1,7 km.
Westlich der Phonolithkuppengruppe wird der Naturraum zwischen der Straße-Langenbieber–Schackau und Friesenhausen wieder durch Muschelkalkanhöhen gesäumt. Der Wadberg (537,1 m) liegt unmittelbar südlich der genannten Straße und südwestlich der Hohlstein-Gruppe. Orographisch ist er ein Ausläufer des Srellbergs, von dem ihn eine Scharte auf etwa 475 m trennt – was ihm eine gewisse Eigenständigkeit verleiht. Deutlich unauffälliger ist der Schnegelsberg (509,6 m) nordwestlich der Steinwand und nördlich Friesenhausens, in dem der geologische Strukturraum Schnegelsberg-Wadberg-Graben (2.2.34) nach Süden endet. Zwischen beiden Anhöhen zieht sich eine Bucht bis vor Wolferts (auf über 520 m gelegen) und den Stellberg.
Nordöstlich von Milseburg und Budenbader Stein zieht sich, zwischen Scheppenbach und Brandbach, noch ein besonders markanter Rücken vom Weiherberg aus nach Nordosten. Er gipfelt im Basaltberg Tannenfels (Rhön) (669,4 m) nebst Ruine Eberstein – mit einer Dominanz von 2,4 km und einer Prominenz von 93 m einer der eigenständigsten Berge des Naturraums. Am Nordwestrand des Rückens wird am Kesselkopf (579,1 m) Phonolith abgebaut, auch der Findloser Berg (635,0 m) im Nordosten trägt dieses Gestein.

### Südteil
Der Südteil der Milseburger Kuppenrhön wird durch Täler der nach Westen abfließenden Flüsse Wanne, Lütter, Fulda und Schmalnau deutlich in drei sich von Ost nach West ziehende Segmente geteilt, von denen der nördliche spürbar eingesenkt ist, während die beiden südlichen Rückencharakter aufweisen.
Zwischen den Tälern der Wanne (B 458 bis südlich der Steinwand) und der Lütter (flussaufwärts Straße Weyhers–Poppenhausen), verlängert um die Haard (bis Tränkhof) schließt sich eine mit Kleinkuppen besetzte Senkenlandschaft südlich an die zentrale Phonolithkuppengruppe an, die sich, bei bleibender Geomorphologie und sinkenden Höhen, bis Dipperz im Norden und Dietershausen im Westen fortsetzt. Der Muschelkalkgürtel von Hessenliede, Wadberg und Schnegelsberg setzt sich im geologischen Strukturraum Heubach-Thalau-Friesenhausener Grabenzone (2.2.38) zwar in leichten Anhöhen bis Dietershausen fort, jedoch bleiben die Höhen deutlich unter 500 m. Westlich dieser Linie findet sich im Alschberg (497,5 m) südöstlich von Dipperz sogar noch eine Phonolithkuppe. Als Randberg der Landschaft südwestlich der Steinwand ist indes eher der etwas zurück versetzte Giebelrain (587,8 m), ebenfalls Muschelkalk (und gleicher Strukturraum), anzusehen. Nördlich von Poppenhausen liegt innerhalb dieser Kleinkuppengruppe insbesondere noch der Basalt des Bildstein (579,8 m). Nach Osten wird die Kleinkuppenlandschaft durch den breiten Basaltkegel des Schwarzenhauck (663,2 m), eines Südwestausläufers des Weiherbergs, verriegelt.

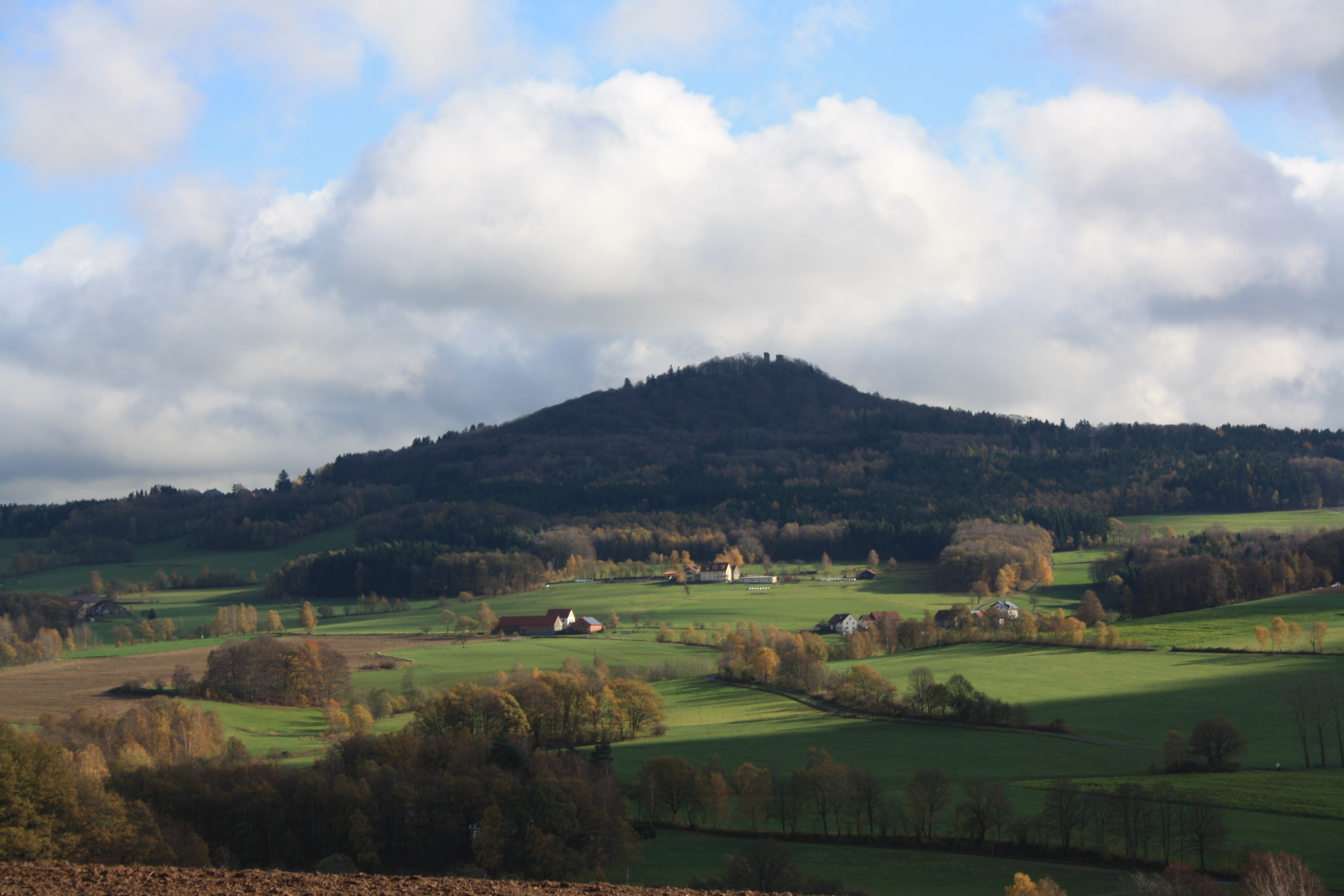
Der Ebersberg

Der Fulda folgt von Gersfeld bis Schmalnau die Bundesstraße 279, von dort aus bis zur Luttermündung bei Lütter eine Landesstraße. Zwischen ihr und der Lütter zieht sich ein Höhenrücken mit zwei Haiptbergen, der am Eubeberg (822 m), einer südwestlichen Muschelkalk-Vorhöhe der Wasserkuppe, seine Basis hat. Der Wachtküppel (705,5 m), der sich in gut 2 km südöstlicher Entfernung als auf einem Buntssandsteinrücken aufsitzende, kleine Basaltkuppe anschließt, gehört bei einer Dominanz von 1,7 km und einer Prominenz von 73 m bereits zu den eigenständigeren Erhebungen der Gesamtlandschaft. Nur unweit südwestlich liegt der Bodenhofküppel (685,7 m), an dessen Südosthang der Maiensteinküppel (652, 0 m); am Nordosthang des Teilmassivs liegt, bereits in gut 2 km Entfernung zum Hauptgipfel, der Kuhküppel (573,4 m) – alles ebenfalls kleine Basaltkuppen.
Noch eigenständiger bei einer Dominanz von 2,9 km und einer Prominenz von 98 m ist der Ebersberg (689 m) mit der Höhenbzrgruine Burg Ebersburg, dessen Gipfel knapp 3 km westnordwestlich des Wachtküppels liegt. An seinem Gipfel steht Phonolith an, an seinem unauffälligen Südwestgipfel Heidküppel Buntsandstein. Der Rücken fällt auf den 7 km vom Ebersberggupfel bis zur Lüttermündung bei Lütter in Stufen, aber ohne nennenswerte Zwischengipfel ab. Der Westhang ist reich an Rodungen und Weilern, während der Südosthang zur Schmalnau durchgehend bewaldet ist. Die Landesstraße Gersfeld–Poppenhausen bildet einen steilen Pass über den Doppelrücken, der in der Nähe der Hauptscharte quert.

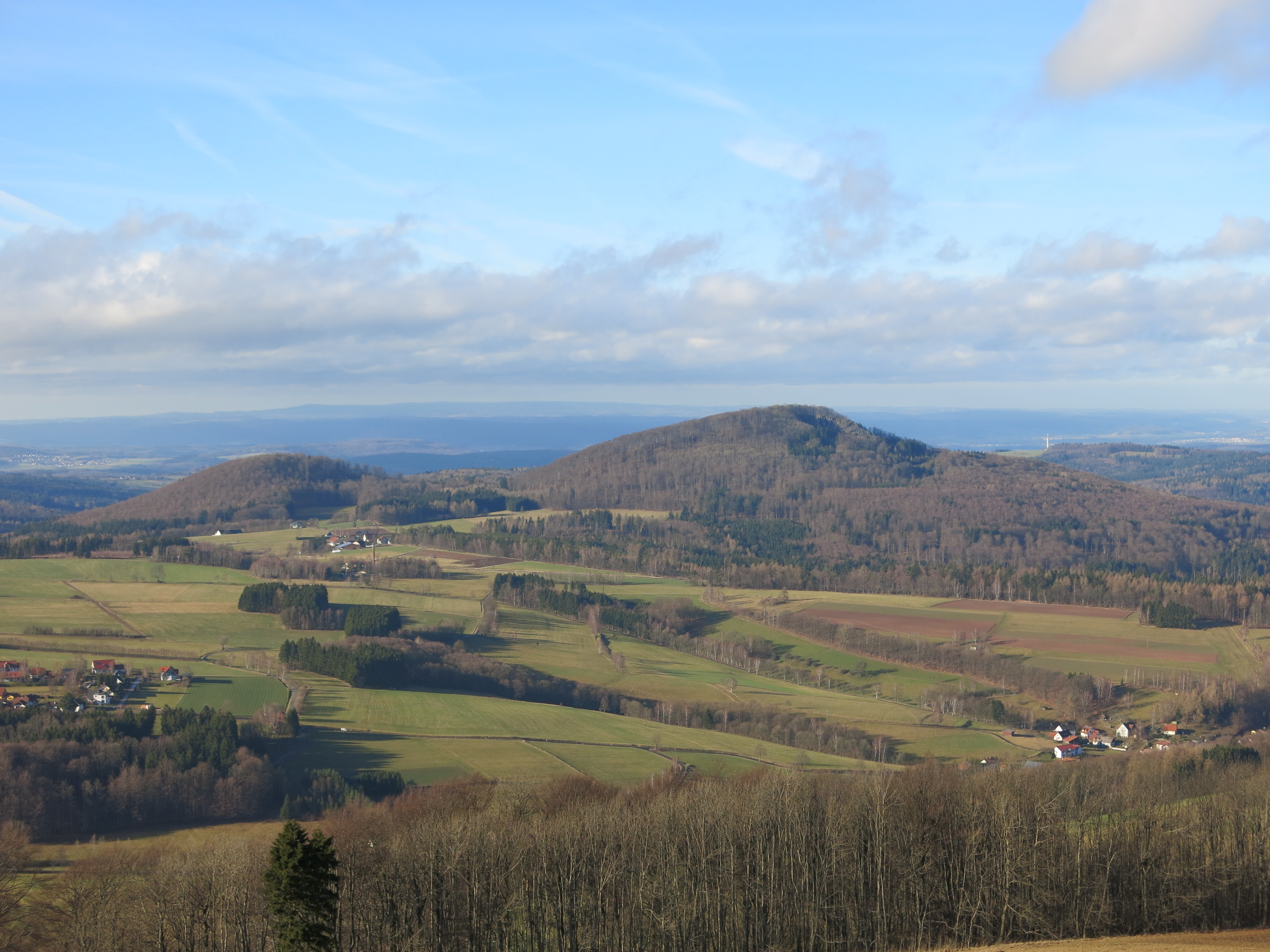
Große (rechts) und Kleine (links) Nalle vom Simmelsberg aus gesehen

Zwischen der Fulda und der Schmalnau liegt schließlich der südlichste Rücken; er trägt den nach der Milseburg eigenständigsten Berg der Milseburger Kuppenrhön, den Großen Nallenberg (768,3 m). Seine Dominanz reicht 3,3 km weit bis zum Bremerkopf am Nordhang der Dammersfeldkuppe, seine Scharte zum Rommser Berg unmittelbar nordwestlich des Mittelbergs, ebenfalls Dammersfeldrücken, liegt, am Weiler Ziegelhütte, auf nur 625 m und damit 123 m unterhalb seines Gipfels. Obgleich in der Nähe seines Gipfels Basalt abgebaut wird, steht rund um den höchsten Punkt Muschelkalk an, während sein durch eine gut 50 m abgetrennter, südlicher kleiner Bruder Kleiner Nallenberg eine Phonolithkuppe trägt. Nach Westen flacht der Rücken der Nalle nur sehr allmählich bis zur vom Hauptgipfel immerhin 6 km entfernten Schmalnaumündung bei Schmalnau ab.
Alle südlich der Schmalnau gelegenen Erhebungen des Naturraums sind demgegenüber Randhöhen des bis 928 m hohen Dammersfeldrückens, die bereits kaum mehr Basalt tragen. Als eine solche riegelt der Felssandsteinrücken der 700 m hohen Hohen Kammer den Naturraum nach Südwesten ab und schließt den Dammersfeldrückens nach Nordwesten ab.

## Berge

### Berge nach Höhe
Folgende Berge der Milseburger Kuppenrhön sind erwähnenswert (Scharten aus Höhenlinien und daher nur auf einige Meter genau):

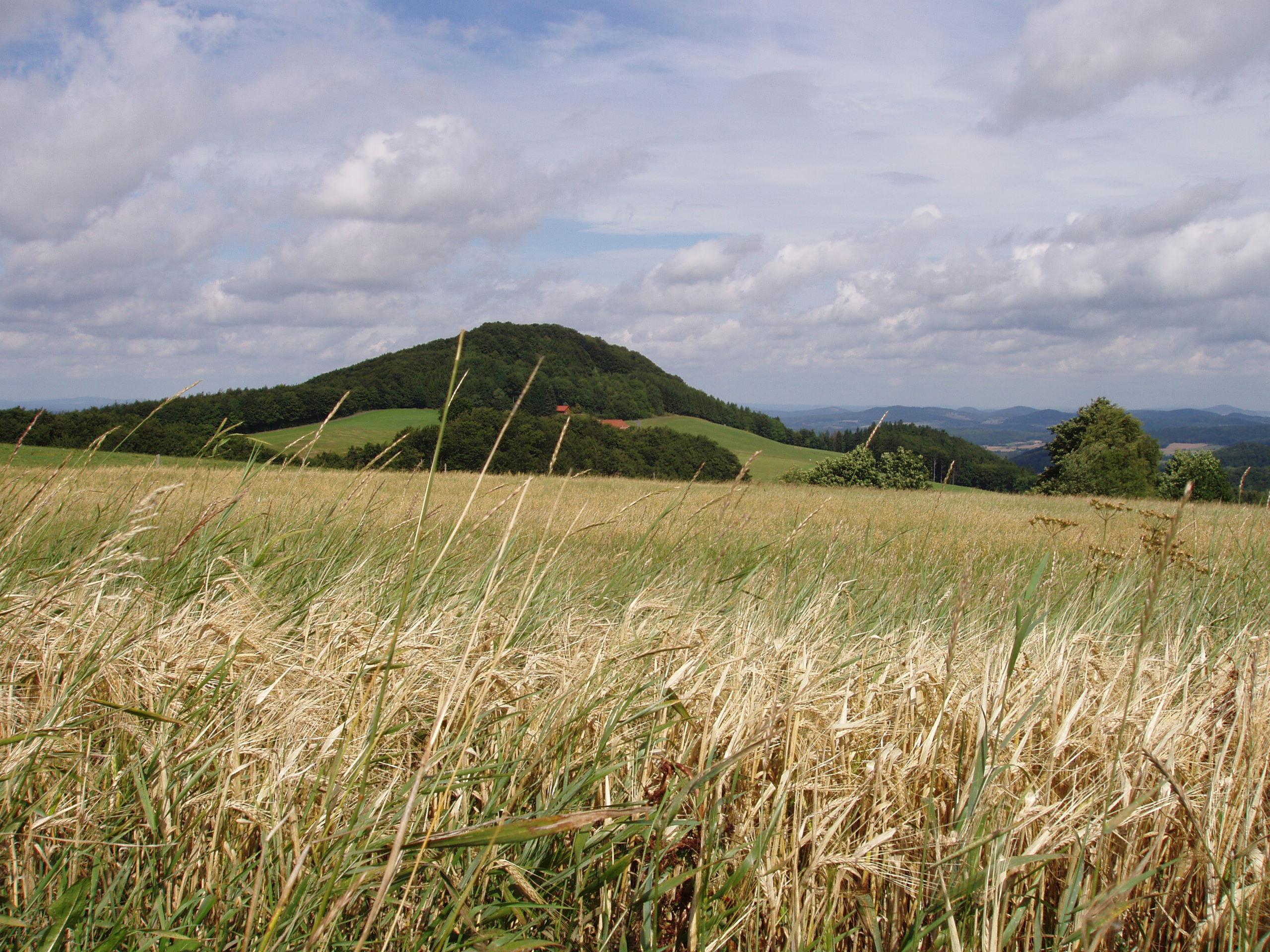
Der Stellberg

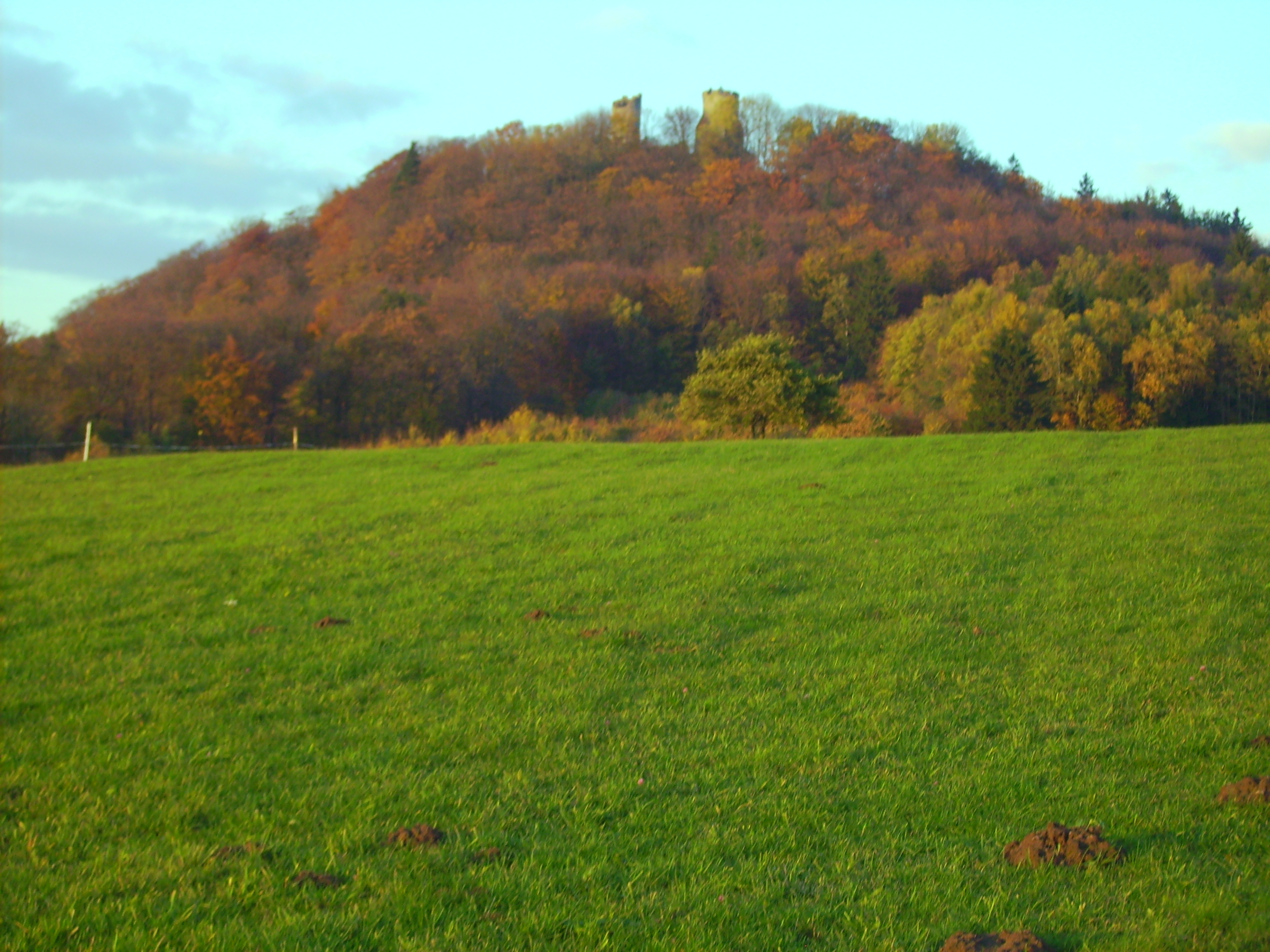
Der Ebersberg nebst Burgruine

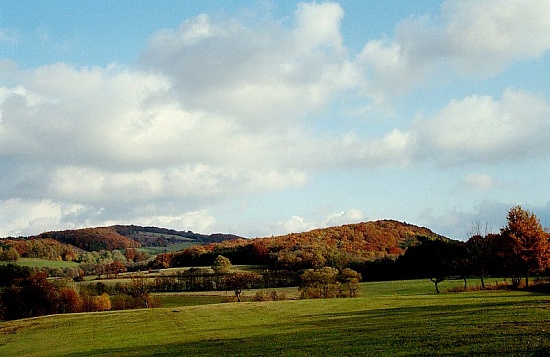
Der Giebelrain

- Milseburg (835,2 m, zentral südöstlich Kleinsassens) – beliebter Aussichtsberg, Wasserscheide
- Große Nalle (768,3 m, südwestlich Gersfelds) – zwischen Fulda (N) und Schmalnau (S)
  - Kleine Nalle (704,1 m, südlich der Großen Nalle)
- (Weiherberg (785,7 m, Wasserkuppenrhön!) – Wasserscheide)
  - Schwarzenhauck (663,2 m, Südwestausläufer)
- Bubenbader Stein (758,8 m, südöstlich der Milseburg) – Wasserscheide
- Stellberg-Teufelsstein-Gruppe:
  - Teufelstein (729,4 m, westlich des Weiherbergs)
  - Stellberg (727 m, östlich von Wolferts) – zwischen Bieber und Wanne
  - Maulkuppe (706,3 m, südsüdöstlich des Stellbergs, orographisch jedoch dem Weiherberg tributär)
    - Steinwand (645,9 m, südwestlich)
- Wachtküppel (705,5 m, nordwestlich Gersfelds) – zwischen Lütter (N) und Fulda (S)
  - Bodenhofküppel (685,7 m, Südwestausläufer)
  - Kuhküppel (573,4 m, Nordwestausläufer, dem Ebersberg etwas näher)
- (Dreifeldskuppe (832 m, Dammersfeldrücken))
  - Hohe Kammer (700 m, Nordwestausläufer nördlich Mottens) – einziger bayerischer Berg des Naturraums im äußersten Südwesten, südlich der Schmalnau
- Ebersberg (689 m, AT) – zwischen Lütter und Fulda, Burgruine, AT
  - Heidküppel (ca. 615 m, südwestlich) – Sendeanlage
- Hohlstein-Gruppe (bis 684,7 m, Norden zwischen Bieber und Nüst, an und nordwestlich der Wasserscheide)
  - Hohlstein (684,7 m, nördlich der Milseburg und Oberbernhards, Südwesten der Gruppe)
  - Bomberg (670,3 m, zentral) – Wasserscheide
  - Oberbernhardser Höhe (660,9 m, Süden)
  - Schweinsberg (654,6 m, äußerster Norden)
    - Kirschberg (627 m, nordöstlich des Schweinsbergs)

  - Großer Grubenhauck (642,8 m, äußerster Nordosten)
    - Kleiner Grubenhauck (641,4 m, westlich des Großen)

  - Schackenberg (557,1 m, westlich des Hohlstein und östlich von Schackau)
- Rodenbacher Küppel (680,2 m), Vorhöhe des Simmelsbergs
- Tannenfels (Rhön) (669,4 m, westlich von Wickers im zur Ulster entwässernden Nordosten) – zwischen Scheppenbach (NW) und Brandbach (SO); Ruine Eberstein
  - Findloser Berg (635 m, nordöstlich) – vor der Brandbachmündung
  - Winterberg (am Südgipfel ca. 593 m, noch weiter nordöstlich) – vor der Scheppenbachmündung, südwestlich von Hilders
- Eckweisbacher Kuppe (642,3 m, äußerster Nordosten westlich Wickers') – Wasserscheide
  - Bernhardser Kuppe (571 m, nördlich) – Wasserscheide
- Giebelrain (587,6 m, westliche Nahtstelle zum Westlichen Vorland östlich (Künzell-)Dietershausens) – zwischen Wanne (N) und Lütter (S)
- Bildstein (579,8 m, nördlich von Poppenhausen)
- Wadberg (537,1 m, südöstlich Langenbiebers)
- Hessenliede (517,7 m, unmittelbar südöstlich Hofbiebers) – westlicher Randberg
  - Kugelberg (505,1 m, Schloss Bieberstein)

### Berge nach Wasserscheiden
Über die Milseburger Kuppenrhön verläuft insbesondere die Fulda-Werra-Wasserscheide, die innerhalb des Naturraums mit der zwischen der Haune im Westen und der Ulster im Osten identisch ist und in die Wasserkuppenrhön entschwindet; zum Dammersfeldrücken hin geht sie in die  Rhein-Weser-Wasserscheide über, von der ebenfalls einige Rücken der Milseburger Kuppenrhön abzweigen. Am Rand des hiesigen Naturraums zweigt von der Hauptwasserscheide nach Südwesten die südliche Wasserscheide der Haune ab. Scharten sind im Folgenden aus Höhenlinien ermittelt und daher nur auf einige Meter genau (Höhen von Bergen mit Prominenz über 70 m nebst Bezugsscharten fett):
- ↓ Scharte zur Soisberger Kuppenrhön, Nüsterrasen, Landesstraße Obernüst–Habel (512 m)
- Bernhardser Kuppe (571 m)
- ↓ (537 m)
- Eckweisbacher Kuppe (642,3 m)
- ↓ (517 m)
- Bomberg (670,3 m)
  - Obernüst-Nässe-Wasserscheide, nach Nordwesten
    - ↓ (618 m)
    - (ca. 622 m)
      - Abzweig nach Nordosten:
        - ↓ (613 m)
        - Kleiner Grubenhauck (641,4 m)
        - ↓ (594 m)
        - Großer Grubenhauck (642,8 m)

    - ↓ (618 m)
    - Schweinsberg (654,6 m)
    - (615 m)
    - Kirschberg (637,0 m)
    - Langenberg (Hanglage auf ca. 560 m)
      - Abzweig nach Nordnordosten
        - ↓ (543 m)
        - Bergfeld (ca. 555 m); Flurname

      - Abzweig nach Nordwesten
        - ↓ (525 m)
        - Ulrichshauk (ca. 550 m)

    - ↓ (539 m)
    - Sandberg (560,4 m)
    - ↓ (507 m)
    - Arnsberg (ca. 525 m)
    - ↓ Nähe Landesstraße Hofbieber–Schwarzbach (453 m)

  - Abzweig nach Osten:
    - ↓ (577 m)
    - Harbachstein (618,0 m)
- ↓ (608 m)
- Oberbernhardser Köpfe (657,5 m)
  - Nüst-Bieber-Wasserscheide (nach Westen):
    - Hohlstein (684,7 m)
    - ↓ (492 m)
    - Schackenberg (557,1 m)
    - ↓ (438 m)
    - Kugelberg/Bieberstein (505,1 m)
    - ↓ (472 m)
    - Hessenliede (517,7 m)
    - ↓ nördlich von Hofbieber (398 m)
- ↓ (622 m)
- Oberbernhardser Höhe (660,9 m)
- ↓ (643 m)
- Milseburg (835,2 m)
- ↓ (703 m)
- Bubenbader Stein (758,8 m)
- ↓ (653 m)
- Anhöhe am Grabenhöfchen (um 702 m)
  - Bieber-Wanne-Wasserscheide (nach Nordwesten, dann nach Norden)
    - ↓ (683 m)
    - Maulkuppe (706,3 m)
      - Igelbach-Wanne-Wasserscheide (nach Westen):
      - ↓ (613 m)
      - Steinwand (645,9 m), südlich der Wasserscheide
      - ↓ (472 m)
      - Schnegelsberg (509,6 m)

    - ↓ (662 m)
    - Stellberg (727,4 m)
    - ↓ (475 m)
    - Wadberg (537,1 m)
    - ↓ Nähe der Einmündung der Straße aus Kleinsassen in die Landesstraße Dipperz–Langenbieber (408 m)

  - südliche Haune-Wasserscheide (nach Südwesten)
    - ↓ (690 m)
    - Teufelstein (729,4 m)
    - ↓ Kreuzung Bundesstraße 458 / Hochrhönring (541 m)
    - Anhöhe westlich von Rauschelbach (ca. 583 m)
      - Abzweig nach Süden:
        - ↓ (557 m)
        - Bildstein (579,8 m)

    - ↓ (532 m)
    - Giebelrain (587,6 m)
    - ↓ (523 m)
    - Haimberg (537,8 m)
    - ↓ Mittelreppig (464 m)
- ↓ Grabenhöfchen, Scharte zur Wasserkuppenrhön (691 m)
- (Weiherberg (785,7 m), bereits Wasserkuppenrhön)
  - Brandbach-Scheppenbach-Wasserscheide, nach Nordosten
    - ↓ Dietges (576 m)
    - Anhöhe (ca. 612 m)
      - Abzweig nach Nordwesten
        - ↓ (557 m)
        - Kesselkopf (579,1 m)

    - Tannenfels (669,4 m)
    - ↓ (577 m)
    - Findloser Berg (635 m)
    - ↓ (575 m)
    - Wintersberg-Südgipfel (ca. 593 m)
    - ↓ (553 m)
    - Wintersberg-Nordgipfel (573,0 m)

  - Abzweig nach Südwesten
    - ↓ (605 m)
    - Schwarzenhauck (663,2 m)
- (↓ (678 m))
- (Wasserkuppe (950,0 m))
  - Lütter-Fulda-Wasserscheide (nach Südwesten):
    - ((775 m))
    - (Eubeberg (ca. 822 m))
    - ↓ (632 m)
    - Wachtküppel (705,5 m)
      - Südwestabzweig:
        - ↓ (639 m)
        - Bodenhofküppel (685,7 m)

      - Nordabzweig (bei Neufeld):
        - ↓ (545 m)
        - Kuhküppel (573,4 m)

    - ↓ östlich von Rabennest (591 m)
    - Ebersberg (689 m)
    - ↓ (589 m)
    - Heidküppel (ca. 615 m)
- (↓ Scharte zum Dammersfeldrücken (753 m))
- (Hohe Hölle (893,8 m))
- (↓ (866 m))
- (Himmeldunkberg (888 m))
- (↓ (783 m))
- (Simmelsberg (842,7 m))
  - Abzweig nach Nordwesten
    - (↓ 653 m)
    - Rodenbacher Küppel (680,2 m)
- (↓ Schwedenschanze, B 279 (715 m))
- (Reesberg (851,2 m))
- (↓ (817 m))
- (Mittelberg (knapp 880 m))
  - Fulda-Schmalnau-Wasserscheide (nach Nordwesten):
    - (Rommser Berg (850,2 m))
    - ↓ (625 m)
    - Große Nalle (768,3 m)
      - Südabzweig:
        - ↓ (653 m)
        - Kleine Nalle (704,1 m)
- (↓ (827 m))
- (Eierhauckberg (909,9 m))
- (↓ 825 m)
- (Beilstein (864,6 m))
- (↓ (786 m))
- (Rabenstein (845 m))
- (↓ (805 m))
- (Rückberg (872 m); etwas südlich der Kammlinie)
- (↓ (824 m))
- (Dammersfeldkuppe (927,9 m))
  - Abzweig nach Nordwesten
    - (↓ (813 m))
    - (Dreifelskuppe (832 m))
    - (Dalherdakuppe (800,6 m))
    - (↓ (675 m))
    - (Hohe Kammer (700 m), Schwelle zur Brückenauer Kuppenrhön)

### Dominanzen und Prominenzen
Anders als in den Nachbarlandschaften Auersberger Kuppenrhön (im Nordosten)  und vor allem Soisberger Kuppenrhön (im Norden) stehen die Kuppen hier bereits auf einer deutlich zur Hohen Rhön geneigten Ebene. Dadurch steigen die Höhen stufenweise zu diesen Höhenschwerpunkten an und die Einzelkuppen sind zumeist deutlich weniger eigenständig.
Während in der nördlich benachbarten Soisberger Kuppenrhön immerhin 15 Berge eine Schartenhöhe von über 100 m aufweisen, trifft dies in der Milseburger Kuppenrhön gerade auf drei Berge zu, nämlich die Milseburg (182 m), die Große Nalle (143 m) im Süden und die relativ unbekannte Eckweisbacher Kuppe (125 m) im äußersten Nordosten. Knapp unter der Marke bleiben Ebersberg (98 m) und Tannenfels (93 m), weitere Berge mit Schartenhöhen über 50 m sind Hessenliede (80 m), Wachtküppel (73 m), Stellberg und Schackenberg (je 65 m), Hohlstein (63 m), Bomberg und Wadberg (je 62 m), Findloser Berg und Schwarzenhauck (je 58 m), Bubenbader Stein (56 m) und Kleine Nalle (51 m).
Dominanzen von deutlich über einem Kilometer weisen nur wenige Gipfel auf. So sind es bei der Milseburg 5,2 km (zur Abtsrodaer Kuppe am Nordwestrand der Wasserkuppe), bei der Großen Nalle 3,3 km (zum Bremerkopf, Dammersfeldrücken), beim Ebersberg 2,9 km (zum Wachtküppel), beim Tannenfels 2,4 km (zur Nordflanke des  Ehrenbergs, Wasserkuppenrhön), bei der Eckweisbacher Kuppe 2,4 km (zum Großen Grubenhauck), beim Schweinsberg 1,9 km (zu Bromberg oder Hohlstein), beim Hohlstein 1,8 km (zur Nordflanke der Milseburg), beim Stellberg 1,7 km (zur Südwestflanke der Milseburg) und beim Wachtküppel 1,7 km (zum Eubeberg, Wasserkuppenrhön). Hinzu kommen die Westrandkuppen Giebelrain (2,8 km zur Steinwand), Hessenliede (2,4 km zu Schackenberg oder Wadberg) und Wadberg (1,8 km zur Nordwestflanke des Stellbergs).